# Algathia insularis
Algathia insularis är en stekelart som först beskrevs av Smith 1859.  Algathia insularis ingår i släktet Algathia och familjen brokparasitsteklar. Inga underarter finns listade i Catalogue of Life.